# Seebachschleife

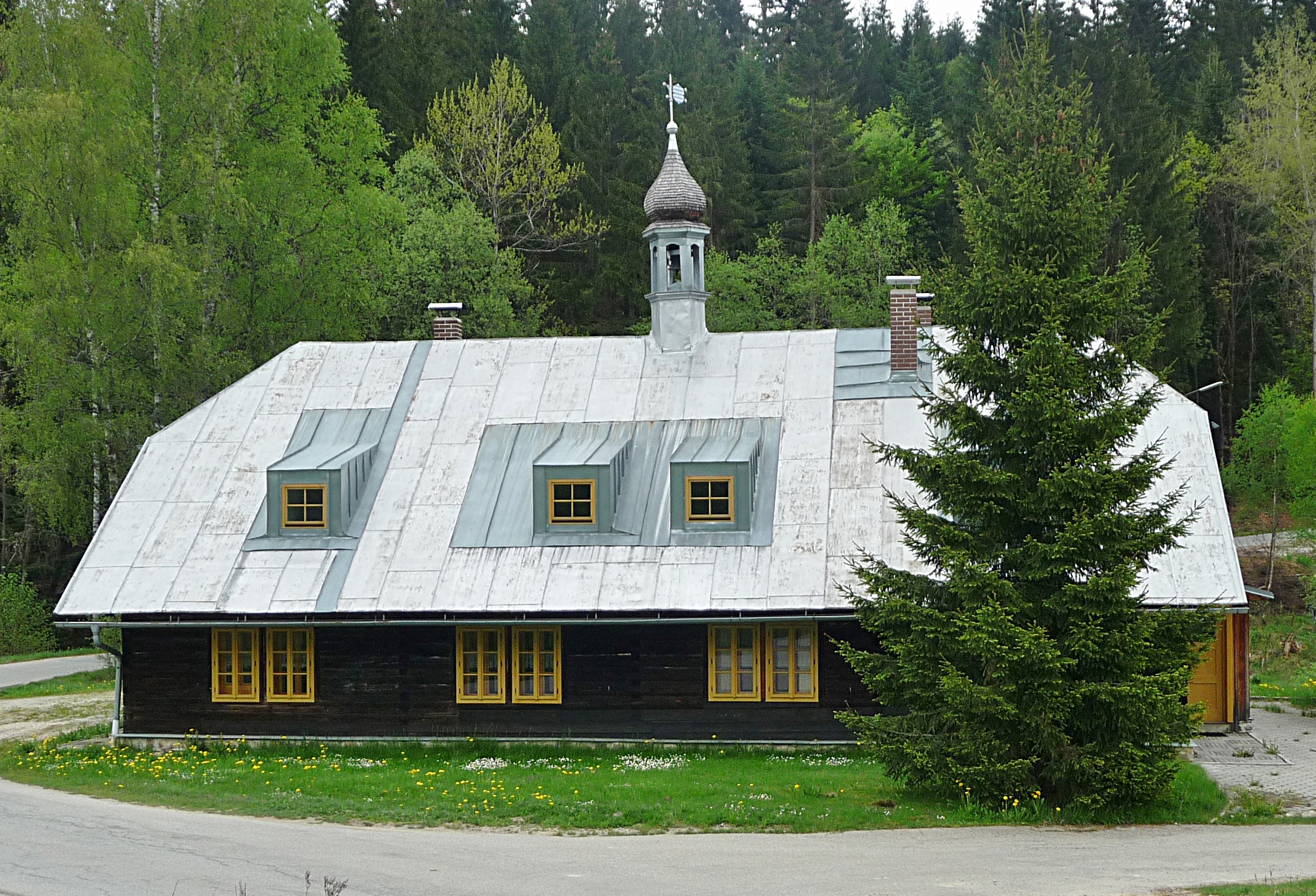
Die ehemalige Werkmeisterwohnung und Kantine

Seebachschleife ist ein Gemeindeteil der Gemeinde Bayerisch Eisenstein im niederbayerischen Landkreis Regen.

## Lage
Seebachschleife liegt etwa drei Kilometer südlich von Bayerisch Eisenstein am Großen Regen in der Nähe der Bundesstraße 11 und der Bahnstrecke Plattling–Bayerisch Eisenstein.

## Geschichte
1851 errichtete Wilhelm Abele eine Glas- und Spiegelschleife auf dem Grundeigentum seines Schwagers Ignaz von Hafenbrädl. Dazu wurde aus dem Großen Regen ein Kanal abgeleitet. Das Glas für die Schleife wurde von der Seebachhütte geliefert, die bereits 1790 von Franz Ignaz von Hafenbrädl etwa 150 Meter nordöstlich von der Schleiferei erbaut worden war. Diese Glashütte bestand bis zu ihrem Abbruch im Jahr 1908.
In der Seebachschleife waren 1872 achtzig Pflöcke und zwanzig Schleifstände vorhanden. 1876 wurde sie an Franz Schrenk aus Lohberg verpachtet. 1882 erfolgte der Umbau zur bedeutendsten Spiegelschleife Bayerns, die bis 1914 von Wenzl Schrenk aus Elisenthal betrieben wurde.
Von 1919 bis 1928 diente die Seebachschleife als Brillengläser-Schleiferei für das Regener Werk der Firma Rodenstock. Seit 1934 befindet sich im ehemaligen Schleifengebäude ein Kraftwerk. 1987 hatte Seebachschleife 36 Einwohner.